# Zeocina

Fórmula de la zeocina.

La zeocina es un antibiótico glicopeptídico, análogo de la fleomicina de Streptomyces verticillus que pertenece a la familia de antibióticos de la bleomicina.  Es un antibiótico de amplio espectro, efectivo frente a la mayoría de bacterias, hongos filamentosos, levaduras y células vegetales y animales.  Provoca la muerte celular intercalándose en la cadena de ADN e induciendo en ella roturas de doble cadena. La zeocina es considerablemente más barata que la fleomicina, funciona mejor en medios mínimos y por tanto se emplea preferentemente en estudios científicos. El término "zeocina" es en una traducción errónea de la marca comercial Zeocin®. Zeocin® es una marca registrada propiedad de InvivoGen.
La zeocina es de color azul debido a la presencia del ión cobre Cu2+. La forma unida al cobre de la zeocina es inactiva.  Cuando la zeocina entra en la célula, el ión  Cu2+ se reduce a Cu+ y se elimina, la zeocina se activa y puede unirse al ADN.
La resistencia a la zeocina la confiere el producto del gen  Sh ble, aislado originalmente de Streptoalloteichus hindustanus.  El producto de gen
Sh ble se une a la zeocina en una proporción de uno a uno, de forma que ésta ya no puede provocar la rotura de la cadena de ADN. Este gen de resistencia se emplea como marcador de selección en algunos vectores de clonación y expresión en los que la zeocina se usa como antibiótico de selección.